# Frank Doyle
Frank Doyle (* 8. September 1980 in Guelph, Ontario) ist ein ehemaliger kanadischer Eishockeytorwart, der zuletzt bei den Sheffield Steelers in der britischen Elite Ice Hockey League unter Vertrag stand.

## Karriere
Zunächst spielte Frank Doyle von 2002 bis 2004 zwei Jahre lang für die University of Maine in der National Collegiate Athletic Association, bevor er in der Saison 2004/05 erstmals im professionellen Eishockey zum Einsatz kam. Für die Idaho Steelheads, dem damaligen Farmteam der Utah Grizzlies aus der American Hockey League, kam der Linksfänger in der ECHL in 52 Spielen zum Einsatz. Gegen Saisonende wurde Doyle von den Grizzlies in den AHL-Kader berufen und kam in der AHL zu seinem Debüt. Dieses verlor er mit seiner Mannschaft jedoch 1:5 bei den Manchester Monarchs.
Ohne je in einem NHL Entry Draft ausgewählt worden zu sein, unterschrieb der Torhüter am 15. August 2005 einen Vertrag als Free Agent bei den New Jersey Devils. In der Saison 2005/06 spielte Doyle jedoch ausschließlich für deren AHL-Farmteam, die Albany River Rats, und in den beiden folgenden Jahren für das neue AHL-Farmteam von New Jersey, die Lowell Devils. Am 1. September 2008 unterschrieb der Kanadier einen zunächst für drei Monate befristeten Vertrag beim damaligen deutschen Vizemeister Kölner Haie, die ihn als Ersatz für den schwer erkrankten Robert Müller verpflichteten. Sein DEL-Debüt gab Frank Doyle am 7. September 2008 während der Kölner 0:2-Niederlage bei den DEG Metro Stars. Am 12. November 2008 gaben die Haie bekannt, dass Doyles Vertrag bis zum Saisonende verlängert wurde. Anschließend erhielt er keinen neuen Vertrag. 
Im November und Dezember 2009 spielte er bei den Charlotte Checkers, bevor er im Januar 2010 von den Alaska Aces verpflichtet wurde. Zwischen Februar und Mai 2010 stand er im Aufgebot der Worcester Sharks, die das Farmteam des NHL-Clubs San Jose Sharks sind. Im Juni 2010 unterschrieb er einen Vertrag beim italienischen Erstligisten SHC Fassa.
Dort verweilte er drei Saisonen, anschließend ließ Doyle von 2013 bis 2015 seine aktive Karriere bei den Sheffield Steelers in der britischen Elite Ice Hockey League ausklingen.

## Erfolge und Auszeichnungen
| - 2003 Hockey East All-Academic Team - 2004 Hockey East All-Academic Team - 2004 Lamoriello-Trophy-Gewinn mit der University of Maine - 2004 Hockey East Scholar-Athlete of the Year | - 2005 Teilnahme am ECHL All-Star Game - 2005 ECHL All-Star Game MVP - 2005 ECHL All-Rookie Team |

## AHL-Statistik
(Stand: Ende der Saison 2010/11)